# Кожанова, Варвара Ивановна
Варвара Ивановна Кожанова (29 ноября 1910 год, село Николаевка, Бобровский уезд, Воронежская губерния — дата и место смерти не известны) — передовик сельскохозяйственного производства, звеньевая колхоза имени Крупской Панинского района Воронежской области. Герой Социалистического Труда (1948).

## Биография
Родилась 29 ноября 1910 года в крестьянской семье в селе Николаевка Бобровского уезда (сегодня — Аннинский район) Воронежской губернии. 
С 1939 года работала в колхозе имени Крупской Панинского района. Была рядовой колхозницей, потом назначена звеньевой полеводческой бригады. 
В 1947 году звено Варвары Кожановой собрало в среднем по 31 центнеру ржи с гектара с участка площадью 8 гектаров. За эти выдающиеся достижения была удостоена в 1948 году звания Героя Социалистического Труда.
С 1960 по 1965 год работала в племсовхозе «Тойда».
В 1965 году вышла на пенсию.

## Награды
- Герой Социалистического Труда — указом Президиума Верховного Совета СССР от 7 мая 1948 года
- Орден Ленина